# مرغ مگس شکم‌یاقوتی
مرغ مگس شکم‌یاقوتی (نام علمی: Chrysuronia lilliae) گونه‌ای مرغ مگس در خطر انقراض در گروه «زمردی‌ها» در تبار مگس‌مرغ‌تباران (Trochilini) از زیرتیرهٔ مکس‌مرغیان (Trochilinae) و بومی کلمبیا است.